# Stanisław Gawliński (literaturoznawca)
Stanisław Gawliński (ur. 1948) – polski literaturoznawca, profesor nauk humanistycznych.

## Życiorys
W 1995 r. habilitował się na podstawie pracy zatytułowanej Powojenna proza polityczna. W 2007 r. uzyskał tytuł profesora nauk humanistycznych. Jest pracownikiem naukowym Katedry Historii Literatury Polskiej XX Wieku Uniwersytetu Jagiellońskiego w Krakowie. W latach 1997–1998 jako visiting professor był zatrudniony w Polish Department Hankuk University of Foreign Studies w Seulu. Od 1999 r. jest opiekunem naukowym kierunku język polski w Kolegium Nauczycielskim w Bielsko-Białej.
Jest autorem książki Szkoła poetycka Józefa Czechowicza w okresie międzywojennym (elementy socjologii i poetyki) (Katowice 1983).
W 2010 r. za zasługi dla Krakowa otrzymał Odznakę „Honoris Gratia”.